# Raimundo António de Bulhão Pato
Raimundo António de Bulhão Pato (Bilbao, 3 de marzo de 1828–Monte de Caparica, 24 de agosto de 1912) conocido como Bulhão Pato (/buˈʎoŋ ˈpatu/), fue un poeta, ensayista y memorista portugués, miembro de la Real Academia de Ciencias. Sus Memórias, escritas en un tono íntimo y nostálgico, son interesantes por la información biográfica e histórica que brindan, retratando el ambiente intelectual portugués de la última mitad del siglo XIX.

## Biografía
Hijo de Francisco de Bulhão Pato, poeta y fidalgo portugués, y la española María de la Piedad Brandy, el poeta nació en Bilbao, en Euskadi, y pasó sus primeros años en el distrito de Deusto. Tras sufrir los dos asedios de Bilbao (en 1835 y 1836), durante la primera guerra carlista, su familia decide moverse a Portugal en 1837.
En 1845, el joven Raimundo António se matriculó en la Escola Politécnica, pero no completó el curso. Se ganaba la vida como segundo funcionario de la primera división de la Dirección General de Comercio e Industria. Bon vivant, aficionado a la caza, a los viajes, a la gastronomía y las veladas literarias, en compañía de intelectuales como Alexandre Herculano, Almeida Garrett, Andrade Corvo, Latino Coelho, Mendes Leal, Rebelo da Silva y Gomes de Amorim. Junto a otras importantes personalidades de la sociedad portuguesa de la época, aportó recetas para la obra O cozinheiro dos cozinheiros, editada en 1870 por Paul Plantier.
Bulhão Pato se adhirió a la moda ultrarromántica, agregando elementos folclóricos y descripciones de escenas y tipos populares, con un lenguaje vivo y coloquial. El poema narrativo Paquita, reeditado sucesivamente de 1866 a 1894 y que lo hizo famoso, ya parece presagiar un cierto realismo, mientras que su poesía satírica refleja una cierta preocupación social.
En 1850 publicó su primer libro, Poesias de Raimundo António de Bulhão Pato; en 1862 el segundo, Versos de Bulhão Pato, y en 1866, el poema Paquita. Posteriormente, en 1867, Canções da Tarde; en 1870 Flôres agrestes; en 1871 Paizagens, en prosa; en 1873 los Canticos e Satyras; en 1881 el Mercader de Veneza; en 1879 Hamlet, traducción de las tragedias de William Shakespeare y Ruy Blas de Victor Hugo. En 1881 le siguieron otras publicaciones: Satyras, Canções e Idyllios y Livro do Monte, en 1896.
En dramaturgia, escribió solo una comedia en un acto, Amor virgina na peccadora, publicada en 1858 y puesta en escena en el Teatro Nacional Doña María II ese mismo año.
Fue colaborador de diferentes publicaciones periódicas, a saber: el diario A Época  (1848-1849) fundado y dirigido por Andrade Corvo junto con Rebelo da Silva; Revista do Conservatório Real de Lisboa (1902), Pamphletos (1858), Ilustração Portuguesa (1884-1890), A Semana de Lisboa (1893-1895), Revista Peninsular , Gazeta Literária do Porto (1868), Revista Universal Lisbonense, Branco e Negro (1896-1898) y Brasil-Portugal, Serões (1901-1911), Ilustração Luso-Brasileira (1856-1859) y en la Revista Contemporânea de Portugal e Brasil (1859-1865), Tiro civil (1895-1903) entre otros.
Debido a su ultrarromanticismo, influenciado por Lamartine y Byron, y sus habilidades culinarias, Bulhão Pato cree que Eça de Queirós inspiró la composición del personaje (un tanto caricaturesco) del poeta Tomás de Alencar, que aparece en Os Maia (1888). Al creer que fue retratado en la novela, cosa que Eça negó en una carta al periodista Carlos Lobo d'Ávila, Bulhão Pato se enfureció y en respuesta escribió las sátiras O Grande Maia (1888) y Lázaro Cônsul (1889).

## Obras
- Poesias de Raimundo António de Bulhão Pato (1850)
- Versos de Bulhão Pato (1862)
- Digressões e Novelas (1864)
- Paquita (1866)
- A José Estevão (1866)
- Canções da Tarde (1867)
- Flôres agrestes (1870)
- Paizagens (1871)
- Canticos e satyras (1873)
- Sob os Ciprestes: Vida intima de homens illustres (1877)
- Hamlet (traducción) (1879)
- Mercador de Veneza (traducción) (1881)
- Satyras (1896)
- Canções e Idyllios (1896)
- Livro do Monte (1896)
- Memórias (1894-1907)